# کالج حقوق اس جی کوئینی
کالج حقوق اس جی کوئینی دانشکده حقوق حرفه ای دانشگاه یوتا است. این مدرسه در سالت لیک سیتی، یوتا واقع شده‌است و در سال 1913 تأسیس شد. این کالج عضو انجمن دانشکده‌های حقوق آمریکا است و توسط انجمن وکلای آمریکا تأیید شده‌است.
ساختمان دانشکده حقوق در گوشه جنوب غربی پردیس دقیقاً در شمال ایستگاه راه‌آهن و استادیوم رایس-اکلس واقع شده‌است.